# 勞特耶爾維

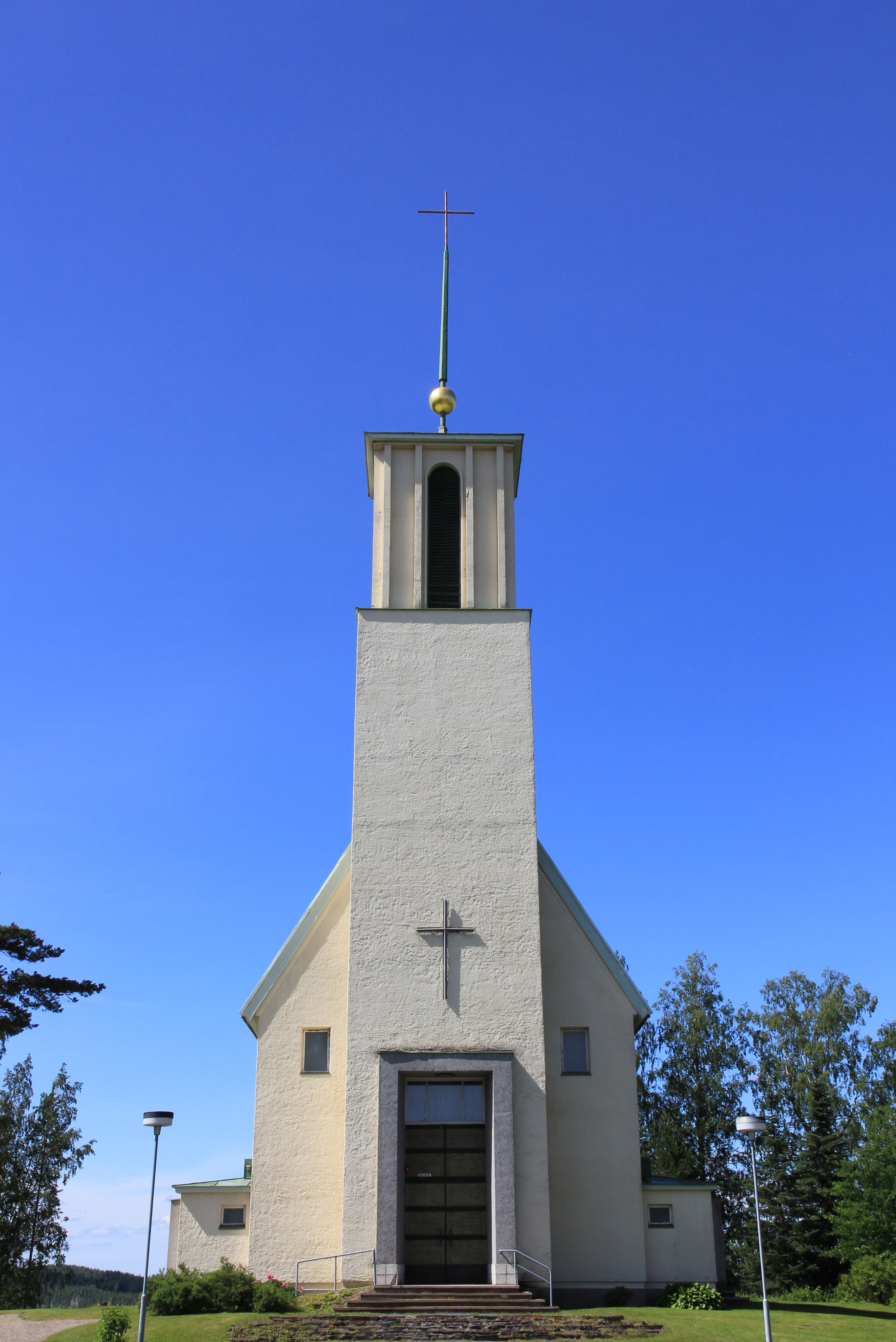
辛佩莱教堂

勞特耶爾維（芬蘭語：Rautjärvi）是芬蘭南卡累利阿區的市鎮，位於該國東南部，始建於1871年，面積402平方公里，2013年人口3,841，人口密度為每平方公里10.92人。

## 外部連結
- 官方网站  （文）